# Engelbert Bogenreiter
Engelbert Bogenreiter (* 25. August 1905; † 16. Juni 1957) war ein österreichischer Landwirt und Politiker (ÖVP). 
Bogenreiter war als Landwirt in Oberamt bei Gresten tätig und hatte die Funktion des Obmanns der Bezirksbauernkammer Gaming inne. Er war zudem Landeskammerrat und Aufsichtsrat der Newag. Zwischen dem 12. Dezember 1945 und dem 5. November 1949 vertrat Bogenreiter die ÖVP im Landtag von Niederösterreich. 